# Cocteau-Marais
Cocteau-Marais est une pièce de théâtre conçue et réalisée par Jean Marais et Jean-Luc Tardieu, d'après l'œuvre de Jean Cocteau, créé le 30 septembre 1983 au théâtre de l'Atelier, à Paris.
Pour le vingtième anniversaire de la disparition de Jean Cocteau, en 1983, Jean Marais et Jean-Luc Tardieu ont composé, en un hommage vibrant au poète, un long poème biographique, tissé de près de quatre-vingts sources : romans, théâtre, films, journaux inédits ou correspondances particulières. Cocteau-Marais, par la voix du jeune Michel des Enfants terribles ou du prince et monstre de La Belle et la Bête, évoquait tous les visages de Cocteau : l’enfant au père suicidé, l’adolescent engagé dans une guerre qui ne veut pas de lui, l’inconsolable veuf de Raymond Radiguet, le douloureux fumeur d’opium, l’artiste provocateur, casseur et passeur de miroirs, exposé à tous les risques d’une création éclatée et sans cesse novatrice. Jean Marais, alors âgé de 69 ans, seul en scène, joua ce spectacle pour faire revivre la mémoire de ce poète touche-à-tout de génie, pour prolonger une nouvelle complicité avec son maître et amant.

## De la genèse à la création de la pièce en 1983
Déjà en 1972, le 14 avril, Jean Marais avait été le récitant d’un spectacle hommagial à Jean Cocteau, L’Ange Heurtebise : poème Cocteau, chorégraphie de Maurice Béjart, dansé par Jorge Donn sur une musique de Mános Hadjidákis, présenté au Cirque Royal de Bruxelles (Belgique). Durant l’été de la même année, le spectacle avait été joué au Festival de Baalbek, au Liban.
1983 : voilà vingt ans, le 11 octobre 1963, que Jean Cocteau est décédé. Jean Marais ne l’avait pas oublié car : « Depuis dix ans, je rêvais de consacrer à Jean Cocteau un spectacle, écrivait-il dans L’Inconcevable Jean Cocteau. Non point un récital de poésie, mais un spectacle, un vrai, par exemple une pièce de théâtre qui eut été écrite par Cocteau lui-même après qu’il eut traversé le miroir, pour reprendre encore une fois cette expression qui lui était si chère. Cela lui ressemblerait assez, me disais-je alors. » Marais avait un projet en tête. Il projetait en effet de construire un spectacle entièrement fondé sur des textes de Cocteau, donnant une vision assez complète de l’œuvre du poète, de ses thèmes les plus chers, de ses talents d’écriture les plus divers. Il s’agissait en quelque sorte d’un hommage tout à fait personnel de l’acteur à son père spirituel depuis leur rencontre en 1937. L’œuvre de Cocteau se défendait sans doute très bien toute seule, mais Marais voulait en parler haut et fort, crevant d’envie de monter ce spectacle. Prendre soin de son poète et de son œuvre, c’était la mission que Marais s’assignait. Comme Jean Cocteau lui avait été fidèle jusqu’au bout par amour, à son tour, Jean Marais lui devait sa reconnaissance.
Une rencontre avec Jean-Claude Houdinière et Loïc Vollard, les producteurs du Roi Lear que Marais avait joué au théâtre de l'Athénée, en 1978, lui fournit l’occasion de réaliser ce rêve. Les deux directeurs du Théâtre Actuel souhaitaient marquer dignement le vingtième anniversaire de la disparition du poète. D’emblée, ils proposèrent au comédien d’évoquer sur scène son ami. Ils avaient même déjà choisi le titre du spectacle : Cocteau-Marais. Si le projet séduisit Marais, ce titre l’embarrassa, le trouvant même indécent. Il proposa Le Passé défini, un titre jugé non suffisamment commercial par la production. La première réaction de Marais fut de refuser d’associer son nom de simple baladin à celui de son mentor, un géant du verbe ? « Ce serait un sacrilège d’accoler mon nom à celui de Cocteau. Si je n’ai pas déjà fait un spectacle sur lui, c’est que je ne m’en sentais pas capable. » Les directeurs insistèrent. Ils lui proposèrent de trouver quelqu’un pour l’aider à choisir les textes. Marais demanda à réfléchir. De retour chez lui, à Vallauris, il relut l’œuvre du poète. Au détour de ses lectures, il découvrit pourtant un texte qui justifia la réincarnation de Jean Cocteau en Jean Marais : « Le miracle est de vivre double et de n’être qu’un. Nos traits se tissent ensemble. La ressemblance est autre, elle émane de l’esprit. Un autre Jean se montre à ma place. Toi c’est moi, moi c’est toi. Marais m’éclaire avec son âme et se déguise en Jean Cocteau. » Le poète donnait ainsi lui-même sa justification au titre : Cocteau-Marais. L'idée vint à Marais de mettre en scène des enchaînements de textes du poète, afin de parler par sa voix en empruntant son corps et son physique durant deux heures. 
Pour le choix des textes, Marais s’adjoindra les services d’Yves Gasc qui l’avait dirigé dans sa triomphale incarnation du Roi Lear. Une fois le travail terminé, les deux hommes furent très satisfaits de la sélection, mais les directeurs la trouvèrent trop élitiste, pas assez tournée vers le grand public. C’est alors que Loïc Vollard pensa à Jean-Luc Tardieu, jeune comédien et metteur en scène qui venait de monter pour la Comédie de Paris, Si Guitry m’était chanté. Jean Marais vit ce spectacle et fut enthousiasmé. Il remit très vite à Tardieu une pile de manuscrits de Cocteau en lui disant : « Tout ça, c’est pour vous. Vous en faites ce que vous voulez. Lever de rideau en septembre. » Jean-Luc Tardieu se mit alors au travail à Vallauris chez Marais, tout le mois de juillet. Il lut, relut, coupa, ajouta, retrancha. Écriture et montage des textes terminés, il resta à Marais à soumettre ce travail à celui qui n’était plus là. Une exposition itinérante sur Jean Cocteau organisée par la revue Cinéma 83, avec projections de ses films, fournit à Marais l’occasion de demander à son ami disparu cette approbation. Invité à assister à l’une de ces projections aux Baux de Provence, Marais dit à Tardieu : « demain, je ne serai pas là. J’irai aux Baux-de-Provence retrouver Cocteau. J’ai pris une décision : je roulerai à tombeau ouvert . S’il ne m’arrive rien, c’est que Cocteau est d’accord avec ce que tu es en train de faire. » Marais partit en effet au volant de sa voiture, crinière au vent, sans se soucier de la moindre prudence routière. Le comédien arriva indemne au terme de sa course folle. « Même la police ne m’a pas inquiété » se félicita-t-il. Le soir, en rentrant, il appela Tardieu et lui dit : « Il ne sait rien passé, donc Cocteau est d’accord ! »,
Les répétitions eurent lieu en août à Paris. Marais réalisa les décors sobres et dépouillés en utilisant l’idée du tableau noir cher à Cocteau orné d’un grand dessin à la craie. Vêtu d’un pantalon et d’une chemise noirs, ce qui contrasté avec sa chevelure blanche, se souvenant des leçons de son maître Charles Dullin, il voulait donner toute sa place au texte. La première du spectacle se déroula le 30 septembre 1983 au théâtre de l’Atelier qui avait été le temple de Charles Dullin. Cocteau-Marais fut joué plus de cinq cents fois à l’Atelier. Six ans plus tard, le spectacle fut repris au théâtre du Rond-Point chez Madeleine Renaud et Jean-Louis Barrault. Entre-temps s’intercalèrent deux longues tournées en Belgique, en Suisse, en Allemagne, en Italie, en Espagne, en Hollande, au Canada, au Japon… La télévision filma le spectacle ; ce fut en France et dans le monde entier un triomphe à peine croyable qui prouvait que Jean Cocteau était partout vénéré. Un regret cependant à cette époque : « L'Amérique du Sud, les universités américaines le réclament ; mais Jack Lang, actuel ministre de la culture, ne fait rien pour m'aider. » 
Les critiques furent unanimes pour qualifier la performance de Jean Marais et la qualité du spectacle et de la mise en scène. Un critique du Parisien Libéré eut cette jolie formule : « On venait voir Marais et écouter Cocteau. C’est Marais qu’on écoute et c’est Cocteau que l’on voit ». Pierre Marcabru écrivit dans Le Figaro : « Qui aime Cocteau, qui aime Marais, qui aime tout simplement ne pas être dupe et être traité avec le respect que l’on doit aux enfants, sera ici au comble du bonheur, bonheur où l’homme prend plaisir à entendre l’homme parler de l’homme en un survol aérien de l’esprit.»

## Mise en scène de la pièce en 1983
- Le spectacle a été créé le 30 septembre 1983 au théâtre de l’Atelier (Paris)
- Mise en scène : Jean-Luc Tardieu
- Conception : Jean marais et Jean-Luc Tardieu d'après l’œuvre de Jean Cocteau
- Décors : Jean Marais
- Interprétation : Jean Marais
- Conception lumière:Jacques Rouveyrollis
- Production : Atelier Théâtre Actuel (Paris)
- Dates de représentations :
  - 1983-1984 : Théâtre de l’Atelier (Paris)
  - 1985-1986 : Festival de Ramatuelle
  - 1989-1990 : reprise Théâtre Renaud–Barrault (Paris)
  - 1990 : Théâtre des Célestins (Lyon) du 17 au 26 avril 1990
  - plusieurs tournées notamment en France, Belgique, Allemagne, Italie, Canada et Japon.

Jean Marais a reçu le trophée Béatrix Dussane 1983 pour son interprétation.

## Reprise et Mise en scène de la pièce en 2009
2009 : Cocteau-Marais d'après l'œuvre de Jean Cocteau, pièce de théâtre conçue et réalisée par Jean Marais et Jean-Luc Tardieu, avec pour interprète Jacques Sereys, Studio-Théâtre de la Comédie-Française, Galerie du carrousel du Louvre du 24 septembre au 8 novembre 2009.
Quand Jean Marais cessa de jouer ce spectacle, il déclara à Jean Luc Tardieu « Il faudra que ce texte vive, hors de moi. Tu n’auras qu’à retirer mon nom… ». Ainsi, malgré le titre qui semblait réserver la pièce à un seul et unique interprète, Tardieu réussit à réaliser, en 2009, le cher vœu de Marais souhaitant que cette partition personnelle fut reprise un jour par un autre. C’est Jacques Sereys qui repris ce rôle solitaire, déjà habitué à cet exercice. Donc, Jacques Sereys joua Marais jouant Cocteau, même s’il n’y avait rien de commun entre les deux comédiens : Marais sur scène, solaire avec un jeu physique traversant les miroirs de Cocteau-Sereys sur scène, plus nocturne, dans une promenade plus spirituelle.
- Spectacle conçu et réalisé par Jean Marais et Jean-Luc Tardieu, d’après l’œuvre de Jean Cocteau
- Mise en scène : Jean-Luc Tardieu
- Assistant de la mise en scène Alain Teulié
- Assistant à la réalisation technique : Jean Gouley
- Décors : ceux de Jean Marais
- Ingénieur du son : Gilbert Croizet
- Éclairagiste : Jacques Rouveyrollis
- Administrateur : Christian Silhol
- Régie générale : Georges Chaillan
- Régie son : Matthieu Blaise
- Durée : 1 h 40
- Interprète : Jacques Sereys